# Екатерина Габашвили
Екатерина Габашвили (груз. ეკატერინე გაბაშვილი  ) рођена Тархнишвили (თარხნიშვილი) (16. јуни 1851 - 7. августа 1938) је била грузијски писац, феминисткиња и јавна личност која је захтевала социјалне реформе у корист женске еманципације.

## Биографија
Екатерина Тархнишвили је рођена 16. јуна 1851. године у аристократској породици у Гори, тада делу царске Русије. Била је ћерка Реваза Тархнишвилија и Сопио Багратон-Давиташвили. Њен отац је био дворски секретар, а затим адвокат одбране. Припадао је либералном племству. Након завршетка основног образовања, немачке школе у Тбилисију, похађала је најбољу градску школу, приватни интернат који је водила Мадам Фавр. Са 17 година (1868) вратила се у Гори и отворила је приватну школу посвећену образовању сељачке деце, забринута због услова живота сељака. Удала се за Александра Габашвилија кад јој је било 19 година, преселила се у Тбилиси и одгојила је 11 деце.
На њено писање утицала су два дела о еманципацији жена која су објављена на грузијском језику: Харијет Тејлор Мил - "Ослобођење жена" и Фани Левалд - "За и против жена" . Као резултат тога, она је прионула на мобилизацију грузијских жена у кружоке у Тбилисију, Кутаиси, Гори и Хони, фокусиране на објављивање и превођење релевантне женске књижевности. 1897. основала је женску професионалну школу која је довела до отварања школа за девојчице широм земље.
Габашвили је била активни члан Друштва за ширење писмености међу Грузијцима, помагала је сиромашним студенткињама у стицању вишег образовања. 1890. заједно са Анастасијом Туманишвили-Тсеретели је основала Јејили, часопис који је објављивио дечју литературу, подстичући интересовање за тај жанр у Грузији.
У свом обраћању женама Грузије, у часопису „Ивериа“, бро. 100 од 15. маја 1898, наводи потребе за оснивање женског друштва племства за помоћ студентима, за оснивање женског удружења при Друштву за ширење писмености међу Грузијцима, за запошљавање жена у појединим радионицама, за основање драмског друштва. Она каже: 
„Свака нација, сваки образован, срећан и слободан народ има армије жена које се баве добротворним активностима, које помажу слабовидима, показују пут дезоријентисанима, пружају знање неукима, отварају очи слепима, а ако не и потпуно, бар мало, преносе учење највећег филантропа – Христа.
Дакле, жене! Удружимо се у настојању ка заједничком циљу; неколико дана годишње обавезно наменити за вршење јавних услуга, водећи рачуна о добру и злу, постепено, корак по корак, али одлучно и упорно се борите против сиромаштва и обликујте саме своју судбину.“

## Публикације
Написала је неколико сентименталних романа и прича о мукама сеоских школараца и о сељачком животу. Њени романи "Љубав у Великој Кеви" и "Док сортирају кукуруз" узнемирили су друштвене норме, позивајући на личну слободу и романтичну љубав.
1900-тих написала је аутобиографију. Габашвили је позната и као једна од првих грузијских феминисткиња и активисткиња за женска права. 1958, филм "Магданас лурја" , на основу једног од њених романа и у режији Тенгиз Абуладзе и Реваз Чхеидзе, освојила је награде на међународним филмским фестивалима у Кану и Единбургу.